# Agrotis asticta
Agrotis asticta là một loài bướm đêm trong họ Noctuidae.